# Sphingius gracilis
Espèce
Synonymes
- Thamphilus gracilis Thorell, 1895
- Scotophaeoides sinensis Schenkel, 1963

Sphingius gracilis est une espèce d'araignées aranéomorphes de la famille des Liocranidae.

## Distribution
Cette espèce se rencontre en Birmanie et en Chine au Guangxi et au Guangdong,.

## Description
La femelle holotype mesure 4,25 mm.

## Publication originale
- Thorell, 1895 : Descriptive catalogue of the spiders of Burma. London, p. 1-406 (texte intégral).